# Кастел Челези (Витербо)
Кастел Челези је насеље у Италији у округу Витербо, региону Лацио.
Према процени из 2011. у насељу је живело 200 становника. Насеље се налази на надморској висини од 389 м.